# 砂棲七鰓鰻屬
楔齒七鰓鰻屬（學名：Entosphenus），是七鰓鰻目七鰓鰻科的一屬。

## 分类
该属有6种：
- 北美砂棲七鰓鰻Entosphenus folletti
- 皮特河砂棲七鰓鰻 Entosphenus lethophagus
- 大口砂棲七鰓鰻 Entosphenus macrostomus
- 米勒湖砂棲七鰓鰻 Entosphenus minimus
- 克拉馬思河砂棲七鰓鰻 Entosphenus similis
- 三峰砂棲七鰓鰻 Entosphenus tridentatus